# Une rose pour l'ecclésiaste
Une rose pour l’ecclésiaste (titre original : Four for Tomorrow's: A rose for Ecclesiastis) est un recueil de nouvelles de Roger Zelazny, publié aux États-Unis en 1967 puis en France en 1980 aux éditions J'ai lu (#1126). La préface est signée Theodore Sturgeon.

## Liste des nouvelles
Le recueil contient les nouvelles suivantes : 
- Les Furies ((en) The Furies, 1965)
- Le Cœur funéraire ((en) The Graveyard Heart, 1964)
- Les Portes de son visage, les lampes de sa bouche ((en) The Doors of his Face, the Lamps of his Mouth, 1965)Prix Nebula de la meilleure nouvelle longue 1965
- Une rose pour l'Ecclésiaste ((en) A Rose for Ecclesiastes, 1963)